# Diogo da Silva Farias
Diogo da Silva Farias, meglio noto come Diogo Acosta (Três Corações, 13 giugno 1990), è un calciatore brasiliano, attaccante del Dibba Al-Fujairah.

## Caratteristiche tecniche
È un attaccante che gioca come punta centrale.

## Palmarès

### Club

#### Competizioni nazionali
- Campionato emiratino di seconda divisione: 1

Dibba Al-Fujairah: 2021-2022

### Individuale
- Capocannoniere della Coppa del Presidente degli Emirati Arabi Uniti: 1

2022-2023 (4 reti)